# アラカン山脈
アラカン山脈（アラカンさんみゃく、Arakan Mountains）は、インドからミャンマーにかけてパトカイ山脈からつながる、アルプス・ヒマラヤ造山帯に属する褶曲山脈。

## 概要
- 最高峰:サラメティ山(3,826m)
- 地質:古生代の砂岩、石灰岩

インド北東部ナガラン州からミャンマー南部モーティン岬に走る褶曲山脈。
ナガ、チン、ミゾなどの諸丘陵を含む。

## 住民
- 北部:ナガ人
- 中南部:チン人